# Ясківка червоногорла
Ясківка червоногорла (Petrochelidon rufigula) — вид горобцеподібних птахів родини ластівкових (Hirundinidae). Поширений в Центральній Африці.

## Поширення
Вид поширений в Анголі, Республіці Конго, ДР Конго, Габоні та Замбії. Його природним середовищем існування є субтропічні та тропічні луки, сухі савани, скелясті та багаті водою райони та орні поля.